# Roger Arteel
Roger Arteel (Roeselare, 1935) is een Vlaams schrijver, vooral actief in de wereld van het toneel.

## Levensloop
Beroepshalve was Arteel opvoeder in het middelbaar onderwijs. Daarbuiten was het vooral het theater en de geschiedenis ervan die zijn actieve belangstelling wekte.
Hij was actief in het amateurtheater van 1955 tot 1975. Hij was theaterrecensent in Knack (1971-2002) en voor Radio 2 West-Vlaanderen (1975-2000). Hij werkte mee aan tijdschriften en publicaties over theatergeschiedenis. Hij werkte ook mee aan de heruitgave van het Lexicon van West-Vlaamse schrijvers.

## Publicaties
- Vlaanderen, theater en engagement na '50, 1973.
- Het circus en de hedendaagse theatermakers, in: Vlaanderen, kunsttijdschrift, 1974.
- Het circus in historisch perspectief, in: Vlaanderen, kunsttijdschrift, 1974.
- De clown als sjamaan, in: Vlaanderen, kunsttijdschrift, 1974.
- Orestes (Hugo Claus, naar Euripides.), in: Ons Erfdeel, 1974.
- Dertig jaar Vlaamse auteurs in de officiële schouwburgen, in: Ons Erfdeel, 1976.
- Van Pas de deux tot Claustrofobie, in: Ons Erfdeel, 1977.
- Johan Boonen, Staatsprijs voor Dramatische Kunst, in: Ons Erfdeel, 1977.
- Vijf jaar Nederlands Toneel Gent, in: Ons Erfdeel, 1977.
- Akteren: een spel in de realiteit van het toneel, in: Ons Erfdeel, 1977.
- Worden kleine teaters groot?, in: Ons Erfdeel, 1977.
- Bent, een nieuw Belgisch-Nederlands toneelinitiatief in de vrije sektor, in: Ons Erfdeel, 1978.
- Hulde aan de mime M.A.J. Hoste, in: Ons Erfdeel, 1978.
- René Verheezen: 7 manieren om aan de kant te blijven, in: Ons Erfdeel, 1978.
- De gescheiden vrouw als toneelpersonage, in: Ons Erfdeel, 1978.
- Erasmusprijs 1978 aan vier buitenlandse poppenteaters, in: Ons Erfdeel, 1978.
- Nieuw werk van Johan Boonen en Hugo Claus, in: Ons Erfdeel, 1978.
- Frans Roggen (1911-1978), in: Ons Erfdeel, 1979.
- Eddy Asselbergs: ‘De eerste dag’, in: Ons Erfdeel, 1979.
- Teaterjaarboek voor Vlaanderen 1977-1978, in: Ons Erfdeel, 1979.
- Rudy Geldhof, monografie, 1992.
- Verkavelde scène, teksten over theater 1965-2001, 2002.
- Ongeschminkt: gesprekken over theater, 2005.
- Georges Van Vrekhem, VWS-cahiers, 2010
- Filip Van Luchene, VWS-cahiers, 2012.